# Chrysobythus areolatus
Chrysobythus areolatus (лат.) — ископаемый вид хризидоидных ос из семейства Chrysobythidae. Единственный вид рода Chrysobythus. Бирманский янтарь (меловой период, Мьянма, Юго-Восточная Азия).

## Описание
Мелкие хризидоидных осы (длина тела 5,8 мм, ширина головы — 1,4 мм).
Передняя часть нотаулей отчётливо изогнута наружу; краевая ячейка вытянута, примерно в 5 раз длиннее ширины; М расширяется за пределами субмаргинальной ячейки; A простирается за пределы cu-a; мезоплеврон с широкими неглубокими ямками; диск проподеума с широкой бороздкой, пересекаемой килями, боковые плечи встречаются мезодистально, образуя большую ареолу, соединённую с поперечным задним килем. Формула голенных шпор: 1-2-2. Переднее крыло с шестью закрытыми ячейками: костальная, радиальная, 1-я кубитальная, 1-я медиальная, 1-я радиальная 1 (субмаргинальная), 2-я радиальная 1 (маргинальная); жилка М с первой прямой абсциссой; заднее крыло с редуцированным жилкованием, представлено только жилками Sc + R.

## Систематика
Chrysobythus areolatus выделен в отдельный род Chrysobythus, который является типовым для семейства Chrysobythidae.